# Dilemma frumarkernorum
Dilemma frumarkernorum is een tweekleppigensoort uit de familie van de Poromyidae. De wetenschappelijke naam van de soort is voor het eerst geldig gepubliceerd in 2008 door Leal.